# Chelonoidis hoodensis
Espèce
Synonymes
- Testudo hoodensis Van Denburgh, 1907
- Geochelone nigra hoodensis (Van Denburgh, 1907)

Statut de conservation UICN

 CR A1bde : 
En danger critique
Statut CITES
Chelonoidis hoodensis est une espèce de tortues de la famille des Testudinidae.

## Répartition

Distribution des tortues géantes des Galapagos

Cette espèce est endémique de l'île Española aux Galápagos.

## Taxinomie
Elle fait partie du complexe d'espèces des tortues géantes des Galapagos. Elle est parfois considérée comme une sous-espèce de Chelonoidis nigra.

## Étymologie
Son nom d'espèce, composé de hood et du suffixe latin -ensis, « qui vit dans, qui habite », lui a été donné en référence au lieu de sa découverte, l'île Española, aussi nommée île Hood.

## Publication originale
- Van Denburgh, 1907 : Expedition of the California Academy of Sciences to the Galapagos Islands, 1905–1906. I. Preliminary descriptions of four new races of gigantic land tortoises from the Galapagos Islands. Proceedings of the California Academy of Sciences, ser. 4, vol. 1, p. 1–6 (texte intégral).